# George Everest
Sir George Everest (n. 4 iulie 1790, Kent, Anglia, Regatul Marii Britanii – d. 1 decembrie 1866, Greater London, Anglia, Regatul Unit al Marii Britanii și Irlandei) a fost un militar și geodez britanic. A fost conducător din 1823 al Serviciului geodezic al Indiei. Numele lui a fost dat celui mai înalt vârf de pe Terra (din Munții Himalaya).
Cu un an înainte de moartea sa, numele său a fost dat de către Societatea Geografică Regală Vârfului XV, cel mai înalt vârf al lumii, deși Everest însuși era împotriva acestei practici, favorizând utilizarea denumirilor date de localnici.

## Biografie
Everest s-a născut la 4 iulie 1790, dar datele despre locul său de naștere sunt incerte. El a fost botezat la Biserica St Alfege, Greenwich, Londra, la 27 ianuarie 1791. El s-a născut fie la Greenwich, fie la Gwernvale Manor, familia lui lângă Crickhowell, Brecknockshire, Țara Galilor. Everest a fost cel mai mare fiu și al treilea din cei șase copii născuți de Lucetta Mary (născută Smith) și William Tristram Everest. Bunicul său, John Everest, fiul unui măcelar, a fost primul din familie care a intrat în profesia de avocat. Familia Everest din Greenwich poate fi urmărită cel puțin până la sfârșitul anilor 1600, când Tristram Everest - străbunicul lui Ioan - era un măcelar pe strada Church.
George Everest a murit la 1 decembrie 1866 și a fost înmormântat în Greenwich (Anglia).